# Kanton Givry-en-Argonne
Der Kanton Givry-en-Argonne war bis 2015 ein französischer Wahlkreis im Arrondissement Sainte-Menehould, im Département Marne und in der Region Champagne-Ardenne; sein Hauptort war Givry-en-Argonne, Vertreter im Generalrat des Départements war zuletzt von 2001 bis 2015 Françoise Duchein.
Der Kanton Givry-en-Argonne war 343,89 km² groß und hatte 3.129 Einwohner (Stand 1999).

## Gemeinden
Der Kanton bestand aus 23 Gemeinden:
| Gemeinde               | Einwohner Jahr | Fläche km² | Bevölkerungsdichte | Code INSEE | Postleitzahl |
| ---------------------- | -------------- | ---------- | ------------------ | ---------- | ------------ |
| Auve                   | 261 (2013)     | –          | – Einw./km²        | 51027      | 51800        |
| Belval-en-Argonne      | 50 (2013)      | –          | – Einw./km²        | 51047      | 51330        |
| Les Charmontois        | 122 (2013)     | –          | – Einw./km²        | 51132      | 51330        |
| Le Châtelier           | 51 (2013)      | –          | – Einw./km²        | 51133      | 51330        |
| Le Chemin              | 61 (2013)      | –          | – Einw./km²        | 51143      | 51800        |
| Contault               | 65 (2013)      | –          | – Einw./km²        | 51166      | 51330        |
| Dampierre-le-Château   | 98 (2013)      | –          | – Einw./km²        | 51206      | 51330        |
| Dommartin-Varimont     | 149 (2013)     | –          | – Einw./km²        | 51214      | 51330        |
| Éclaires               | 93 (2013)      | –          | – Einw./km²        | 51222      | 51800        |
| Épense                 | 122 (2013)     | –          | – Einw./km²        | 51229      | 51330        |
| Givry-en-Argonne       | 450 (2013)     | –          | – Einw./km²        | 51272      | 51330        |
| Herpont                | 125 (2013)     | –          | – Einw./km²        | 51292      | 51460        |
| La Neuville-aux-Bois   | 159 (2013)     | –          | – Einw./km²        | 51397      | 51330        |
| Noirlieu               | 113 (2013)     | –          | – Einw./km²        | 51404      | 51330        |
| Rapsécourt             | 34 (2013)      | –          | – Einw./km²        | 51452      | 51330        |
| Remicourt              | 60 (2013)      | –          | – Einw./km²        | 51456      | 51330        |
| Saint-Mard-sur-Auve    | 64 (2013)      | –          | – Einw./km²        | 51498      | 51800        |
| Saint-Mard-sur-le-Mont | 131 (2013)     | –          | – Einw./km²        | 51500      | 51330        |
| Saint-Remy-sur-Bussy   | 333 (2013)     | –          | – Einw./km²        | 51515      | 51600        |
| Sivry-Ante             | 182 (2013)     | –          | – Einw./km²        | 51537      | 51800        |
| Somme-Yèvre            | 109 (2013)     | –          | – Einw./km²        | 51549      | 51330        |
| Tilloy-et-Bellay       | 222 (2013)     | –          | – Einw./km²        | 51572      | 51460        |
| Le Vieil-Dampierre     | 122 (2013)     | –          | – Einw./km²        | 51619      | 51330        |

## Bevölkerungsentwicklung
| 1962 | 1968 | 1975 | 1982 | 1990 | 1999 | 2012 |
| ---- | ---- | ---- | ---- | ---- | ---- | ---- |
| 3297 | 3863 | 3324 | 3279 | 3192 | 3129 | 3170 |